# Jacques Thomas Sarrut
Pour les articles homonymes, voir Sarrut.
Jacques-Thomas Sarrut est un général français de la Révolution et de l’Empire, né le 16 août 1765 à Canté (Ariège) et mort le 26 juin 1813, des suites des blessures reçues le 21 juin à la bataille de Vitoria.

## Biographie
Jacques Thomas Sarrut naît le 16 août 1765 et est baptisé deux jours plus tard à Saverdun. Il est le fils de Jean-Jacques Sarrut, bourgeois, et de Jeanne Sarrut. 
Il entre en service en 1782 comme volontaire dans le régiment de Picardie. Promu adjudant en 1791, il devient l'aide de camp de l'adjudant-général Drouet et gagne ses galons de capitaine pendant la campagne de Belgique. Il se distingue à la bataille de Jemmapes le 6 novembre 1792 et prend les fonctions d'adjoint aux adjudants-généraux le 5 décembre 1793. Pour sa conduite au siège d'Ypres, il est nommé chef de brigade de la 3e demi-brigade de bataille le 28 mai 1794, puis prend le commandement de la 8e demi-brigade d'infanterie le 19 février 1796. Le 3 décembre 1800 il est à la bataille de Hohenlinden.
Nommé général de brigade le 29 août 1803, il participe aux batailles de Lambach les 31 octobre et 1er novembre 1805, de Iéna le 14 octobre 1806, de Buçaco le 27 septembre 1810 et de Fuentes de Oñoro du 3 au 5 mai 1811.  Il est élevé au grade de général de division le 20 juin 1811, avant de prendre part à la bataille des Arapiles le 22 juillet de l'année suivante. 
Le 21 juin 1813, sa division est engagée à la bataille de Vitoria. Alors qu'il mène une contre-attaque à hauteur du village d'Arriaga, il est frappé d'une balle à la poitrine et est fait prisonnier par des soldats de la King's German Legion. Il succombe à ses blessures à l'hôpital anglais de Vitoria le 26 juin.

## Décorations et titres
- Commandeur de la Légion d'honneur le 14 juin 1804.
- Baron de l'Empire le 14 avril 1810.

## Hommages, honneurs, mentions
- Le nom de Sarrut est gravé au côté Sud (21e colonne) de l’arc de triomphe de l’Étoile, à Paris.
- Les casernes d'infanterie de Pamiers, devenues casernes de gendarmerie mobile à leur reconstruction dans les années 1980, ont été baptisées du nom du général Sarrut[4].